# Ruby Sunday
Ruby Sunday est un personnage fictif créé par Russell T Davies et interprété par Millie Gibson dans la série télévisée britannique de science-fiction Doctor Who.
Au cours de la Saison 1, dans l'épisode spécial de Noël L'église de Ruby Road, Ruby devient la nouvelle compagne du Quinzième Docteur, une incarnation du voyageur temporel extraterrestre connu sous le nom du Docteur (interprété par Ncuti Gatwa).

## Histoire du personnage
Ruby Sunday a été abandonné à la naissance, à la veille de Noël 2004 sur le pas de port d'une église sur Ruby Road. 19 ans plus tard, vivant chez sa mère adoptive, Carla Sunday, Ruby tente de retrouver des informations sur ses parents biologiques avec l'aide de l'émission Long Lost Family, présentée par Davina McCall mais en vain. Au cours de la veille de Noël 2023, Ruby et sa mère adoptive accueillent un bébé qui se fait enlever par des Gobelins que Ruby poursuit avant d'être rejoint par le Docteur. Après avoir sauvé le bébé, les Gobelins retournent enlever Ruby bébé, provoquant un paradoxe que le Docteur déjoue par la suite (L'église de Ruby Road).
De retour dans le présent, le Docteur invite Ruby à bord du TARDIS. Ils vivent des aventures à travers l'espace et le temps comme la rencontre avec des bébés face au Bogeyman (Les Bébés de l'Espace), un affrontement avec une entité cosmique nommée Maestro (L'Accord du Diable), une planète lointaine mettant le Docteur en danger (BOUM), une étrange femme au loin (73 Yards), un monde faussement utopique (Œil et Cerveau Bulle), un jeu de rôle mortel (Rogue), les révélations sur l'identité de Ruby (La Légende de Ruby Sunday) ainsi que la mort de tout à cause de Sutekh (L'Empire de Mort).
Après cette dernière aventure, le Docteur et Ruby, avec l'aide de UNIT, retrouvent la mère biologique de Ruby. Elles se rencontrent et Ruby décide de rester auprès de ses proches pour apprendre à connaitre sa mère biologique et fait ses adieux au Docteur.
Ruby continue sa vie sur Terre, loin du Docteur, en admirant l'Étoile de Bethléem (JOY-eux Noël). Elle fait la rencontre de Conrad Clark (Jour de chance) et...

## Casting et développement
En juillet 2021, Jodie Whittaker annonce qu'elle quitterait le rôle du Treizième Docteur en 2022. Mandip Gill et John Bishop, qui incarnaient ses compagnons Yasmin Khan et Dan Lewis, ont déclaré plus tard qu'ils ne savaient pas s'ils resteraient après les épisodes spéciaux de 2022. Gill confirme finalement son départ de la série le 3 mai 2022.
Des auditions pour le compagnon du Quinzième Docteur sont organisées le 24 septembre 2022. Le 18 novembre 2022, lors du Children in Need, Millie Gibson est introduite, sortant d'un TARDIS, comme Ruby Sunday, la nouvelle compagne du Docteur.
En avril 2024, malgré des rumeurs annonçant son départ, il est confirmé par la BBC que Millie Gibson reviendrait pour la Saison 2, seulement pour quelques épisodes, aux côtés d'une nouvelle compagne nommée Belinda Chandra incarnée par Varada Sethu.

### Liste d'apparitions
- L'église de Ruby Road - Noël 2023
- Saison 1 - 2024
  - Les Bébés de l'Espace (Épisode 1)
  - L'Accord du Diable (Épisode 2)
  - BOUM (Épisode 3)
  - 73 Yards (Épisode 4)
  - Œil et Cerveau Bulle (Épisode 5)
  - Rogue (Épisode 6)
  - La Légende de Ruby Sunday (Épisode 7)
  - L'Empire de Mort (Épisode 8)
- Tales of the TARDIS - 2024
  - Pyramids of Mars (Épisode 7)
- JOY-eux Noël - Noël 2024 (caméo)
- Saison 2 - 2025
  - Jour de chance (Épisode 4)
  - Le Monde du souhait (Épisode 7)
  - La Guerre de la réalité (Épisode 8)

## Réception
Ruby Sunday a été accueillie positivement par la critique. À la suite de la diffusion de l'épisode de Noël, Jordan King d'Empire fait l'éloge de la dynamique du personnage avec le Quinzième Docteur interprété par Ncuti Gatwa et écrit : « Malgré quelques airs d'une Rose 2.0 chez Ruby, il y a bien assez dans le jeu de Gibson pour suggérer un potentiel bien plus grand qu'elle pourra explorer avec son personnage ».
Ed Power de The Independent mentionne que la performance de Millie Gibson la rendait « immédiatement sympathique », appelant Ruby « une nouvelle compagne merveilleuse ».